# پولیکارپوف دی‌آی-۱
پولیکارپوف دی‌آی-۱ (DI - Dvukhmesnyy Istrebitel - جنگنده دو سرنشینه) که با نام 2I-N1 نیز شناخته می شود، روسی: Поликарпов ДИ-۱ (۲И-Н۱)   ، نمونه اولیه جنگنده دو سرنشین ساخت شوروی بود که در دهه ۱۹۲۰ طراحی شد. تنها نمونه اولیه ساخته شده در نهمین پرواز خود به دلیل نقص در ساخت، سقوط کرد و برنامه توسعه آن برای همیشه لغو شد.

## مشخصات فنی
داده‌ها از Istoriia konstruktskii samoletov v SSSR do 1938
ویژگی‌های عمومی
- خدمه: ۲
- طول: ۹٫۷۵ متر (۳۲ فوت ۰ اینچ)
- پهنای بال: ۱۲ متر (۳۹ فوت ۴ اینچ)
- مساحت بال‌ها: ۲۷٫۱۵ متر مربع (۲۹۲٫۲ فوت مربع)
- وزن خالی: ۱٬۱۵۳ کیلوگرم (۲٬۵۴۲ پوند)
- وزن ناخالص: ۱٬۷۰۰ کیلوگرم (۳٬۷۴۸ پوند)
- پیشرانه: ۱ عدد موتور خنک شونده با آب پیستونی W-12 Napier Lion، ۳۳۶ کیلووات (۴۵۱ اسب بخار)
- ملخ‌ها: دوملخه ملخ گام ثابت

عملکرد
- حداکثر سرعت: ۲۶۸ کیلومتر بر ساعت (۱۶۷ مایل بر ساعت، ۱۴۵ گره)
- بُرد: ۸۰۰ کیلومتر (۵۰۰ مایل، ۴۳۰ مایل دریایی)
- حداکثر ارتفاع: ۷٬۱۰۰ متر (۲۳٬۳۰۰ فوت)
- زمان اوج‌گیری: ۵٬۰۰۰ متر (۱۶٬۴۰۴ فوت) در ۱۳ دقیقه
- بارگیری بال: ۶۳ کیلوگرم بر متر مربع (۱۳ پوند بر فوت مربع)
- توان به وزن|توان/جرم: ۰٫۱۹۷ kilowatts per kilogram (۰٫۱۲۰ horsepower per pound)
- زمان گردش افقی: ۱۲ ثانیه

تسلیحات

- اسلحه‌ها: ۲ × 7.62 mm (0.30 in) machine guns

## بیشتر خواندن
- Gunston, Bill (1995). The Osprey Encyclopedia of Russian Aircraft 1875-1995. London: Osprey. ISBN 1-85532-405-9.
- Gordon, Yefim; Dexter, Keith (2002). Polikarpov's Biplane Fighters. Hinckley, England: Midland Publishing. ISBN 1-85780-141-5.